# Beetzsee
Le Beetzsee est un lac situé au Brandebourg en Allemagne, au nord-est de la ville de Brandebourg-sur-la-Havel, dans le bassin versant de l'Elbe.